# Tenuipalpus chinariensis
Tenuipalpus chinariensis är en spindeldjursart som beskrevs av Akbar och Mohammad Nazeer Chaudhri 1981. Tenuipalpus chinariensis ingår i släktet Tenuipalpus och familjen Tenuipalpidae. Inga underarter finns listade i Catalogue of Life.